# 徐承邦
徐承邦，台灣街頭盲人歌手。出生時因為育嬰箱的氧氣過濃，而導致視神經受損，因此被醫師判定：「如果要眼睛能看見，只有等待奇蹟」。母親在徐承邦很年幼時就把他送進啟明學校，小學一年級就離開父母而住校，成長過程中也非常艱辛。
在五、六歲時，徐承邦在爺爺的薰陶下，開始接觸音樂，學習吹奏口琴，在啟明學校就讀期間，接受更有系統的音樂訓練，先後加入符音合唱團、小精靈樂團。也許是因為看不見的關係，玩起音樂來格外專注認真，對音樂節奏有一種與生俱來的獨特敏銳感覺，不管是薩克斯風還是口琴，在他手中就像是有了生命。從啟明學校畢業後，憑著他清亮的歌聲，參加過92年獅子會舉辦的歌唱比賽，榮獲第一名，也於2004年參加中廣流行之星自強組得第三名，並以個人或團體參加過個種活動的演出。徐承邦在多次歌唱比賽中獲獎，想踏入音樂界但缺乏展演的舞台，於是選擇街頭獻唱方式，來向眾人推銷自己的歌藝，20歲開始當街頭藝人，四處走唱，人潮聚集的地方，有時在新北淡水老街，有時在台北捷運公館站1號出口人行道 、台北捷運劍潭站，有時也會在宜蘭羅東運動公園。 
2007年帶著辛苦賺來的積蓄，懇求唱片公司幫他發片，終於有了第一張的專輯《靠近》。自掏腰包發過專輯後，並且到不少電視節目中演唱讓更多人聽到了他的歌聲，在受到歌迷的鼓勵下，打算再靠自身力量發行第二張唱片，好不容易存下二十萬元錄音費用，未料於2011年11月前於銀行領錢時，赫見帳戶僅剩千元不到，報案才知遭其未成年親友盜領花用殆盡，而打亂了一直以來的錄音計劃。他雖心寒提竊盜告訴，卻未被打敗，四處走唱盼再湊足費用，徐承邦樂觀地說：「我就是想圓夢，再辛苦也不怕！」

### 專輯
| 專輯                     | 發行日期       | 唱片公司   | 曲目 |
| ------------------------ | -------------- | ---------- | --- |
| 第一張專輯《靠近》       | 2007年7月1日   | 福茂唱片   | 曲目 1. 靠近 2. 美麗火焰 3. 想對你說 4. 如果有一天 5. 黑暗中我愛你 6. 香水 7. 靠近（伴唱曲） 8. 美麗火焰（伴唱曲） 9. 想對你說（伴唱曲） 10. 如果有一天（伴唱曲） 11. 黑暗中我愛你（伴唱曲） 12. 香水（伴唱曲） |
| 第二張專輯《媽祖的囝仔》 | 2013年11月11日 | 美樂帝音樂 | 曲目 1. 媽祖的囝仔 2. 天公啊子 3. 流星 4. 看袂清的愛情尚介美 5. 秋風 6. 小夜曲 7. 超越 8. 和平的信鴿 9. 黑皮 10. 感恩                                                                                           |
| 第三張專輯《甲天拼輸贏》 | 2017年6月28日  | 美樂帝音樂 | 曲目 1. 火金姑 2. 追美夢 3. 愛狠大 4. 甲天拼輸贏 5. 不願醒的人 6. 愛你這句話 7. 愛唷唉唷 8. 牽阮的手 9. 生命中不可承受之輕                                                                                      |